# Coppa del Mondo di salto con gli sci 2009
La Coppa del Mondo di salto con gli sci 2009, trentesima edizione della manifestazione organizzata dalla Federazione Internazionale Sci, ebbe inizio il 29 novembre 2008 a Kuusamo, in Finlandia, e si concluse il 22 marzo 2009 a Planica, in Slovenia. Furono disputate 27 delle 28 gare individuali previste, tutte maschili, in 19 differenti località: 1 su trampolino normale, 20 su trampolino lungo, 6 su trampolino per il volo. Furono inserite nel calendario 6 gare a squadre, valide ai fini della classifica per nazioni.
Per la prima volta venne disputato il Torneo a squadre, un ciclo di gare analogo al Torneo dei quattro trampolini e al Nordic Tournament ma relativo alle squadre e non ai singoli atleti, disputato in alcune località della Germania, le cui singole prove avevano regolarmente validità per le varie classifiche di Coppa. Fu anche reintrodotta la classifica di specialità relativa alle gare di volo, che non veniva più stilata dal 2001. Nel corso della stagione si tennero a Liberec i Campionati mondiali di sci nordico 2009, non validi ai fini della Coppa del Mondo, il cui calendario contemplò dunque un'interruzione tra febbraio e marzo.
L'austriaco Gregor Schlierenzauer si aggiudicò sia la coppa di cristallo, il trofeo assegnato al vincitore della classifica generale, sia il Nordic Tournament, sia la Coppa di volo; il suo connazionale Wolfgang Loitzl vinse il Torneo dei quattro trampolini. Thomas Morgenstern era il detentore uscente della Coppa generale, Janne Ahonen del Torneo.

## Risultati
| Data                          | Località               | Nazione   | Trampolino                  | Spec. | Primo                                                                        | Secondo                                                                      | Terzo                                                                          |
| ----------------------------- | ---------------------- | --------- | --------------------------- | ----- | ---------------------------------------------------------------------------- | ---------------------------------------------------------------------------- | ------------------------------------------------------------------------------ |
| 29 novembre 2008              | Kuusamo                | Finlandia | Rukatunturi HS142           | LH    | Simon Ammann                                                                 | Wolfgang Loitzl                                                              | Gregor Schlierenzauer                                                          |
| 29 novembre 2008              | Kuusamo                | Finlandia | Rukatunturi HS142           | TL    | Finlandia Ville Larinto Kalle Keituri Harri Olli Matti Hautamäki             | Austria Wolfgang Loitzl Martin Koch Gregor Schlierenzauer Thomas Morgenstern | Germania Felix Schoft Michael Uhrmann Martin Schmitt Michael Neumayer          |
| 6 dicembre 2008               | Trondheim              | Norvegia  | Granåsen HS140              | LH    | Gregor Schlierenzauer                                                        | Ville Larinto                                                                | Anders Jacobsen                                                                |
| 7 dicembre 2008               | Trondheim              | Norvegia  | Granåsen HS140              | LH    | Simon Ammann                                                                 | Matti Hautamäki                                                              | Gregor Schlierenzauer                                                          |
| 13 dicembre 2008              | Pragelato              | Italia    | Stadio del Trampolino HS140 | LH    | Simon Ammann                                                                 | Gregor Schlierenzauer                                                        | Ville Larinto                                                                  |
| 14 dicembre 2008              | Pragelato              | Italia    | Stadio del Trampolino HS140 | LH    | Fumihisa Yumoto                                                              | Simon Ammann                                                                 | Johan Remen Evensen                                                            |
| 20 dicembre 2008              | Engelberg              | Svizzera  | Gross-Titlis-Schanze HS137  | LH    | Simon Ammann                                                                 | Wolfgang Loitzl                                                              | Gregor Schlierenzauer                                                          |
| 21 dicembre 2008              | Engelberg              | Svizzera  | Gross-Titlis-Schanze HS137  | LH    | Gregor Schlierenzauer                                                        | Wolfgang Loitzl                                                              | Simon Ammann                                                                   |
| Torneo dei quattro trampolini |                        |           |                             |       |                                                                              |                                                                              |                                                                                |
| 29 dicembre 2008              | Oberstdorf             | Germania  | Schattenberg HS137          | LH    | Simon Ammann                                                                 | Wolfgang Loitzl                                                              | Dmitrij Vasil'ev                                                               |
| 1º gennaio 2009               | Garmisch-Partenkirchen | Germania  | Große Olympiaschanze HS140  | LH    | Wolfgang Loitzl                                                              | Simon Ammann                                                                 | Harri Olli                                                                     |
| 4 gennaio 2009                | Innsbruck              | Austria   | Bergisel HS130              | LH    | Wolfgang Loitzl                                                              | Gregor Schlierenzauer                                                        | Martin Schmitt                                                                 |
| 6 gennaio 2009                | Bischofshofen          | Austria   | Paul Ausserleitner HS140    | LH    | Wolfgang Loitzl                                                              | Simon Ammann                                                                 | Dmitrij Vasil'ev                                                               |
| 10 gennaio 2009               | Tauplitz               | Austria   | Kulm HS200                  | FH    | Gregor Schlierenzauer                                                        | Simon Ammann                                                                 | Martin Koch                                                                    |
| 11 gennaio 2009               | Tauplitz               | Austria   | Kulm HS200                  | FH    | Gregor Schlierenzauer                                                        | Harri Olli                                                                   | Simon Ammann                                                                   |
| 16 gennaio 2009               | Zakopane               | Polonia   | Wielka Krokiew HS134        | LH    | Wolfgang Loitzl                                                              | Gregor Schlierenzauer                                                        | Martin Schmitt                                                                 |
| 17 gennaio 2009               | Zakopane               | Polonia   | Wielka Krokiew HS134        | LH    | Gregor Schlierenzauer                                                        | Wolfgang Loitzl                                                              | Simon Ammann                                                                   |
| 24 gennaio 2009               | Whistler               | Canada    | Olympic Park HS140          | LH    | Gregor Schlierenzauer                                                        | Wolfgang Loitzl                                                              | Matti Hautamäki                                                                |
| 25 gennaio 2009               | Whistler               | Canada    | Olympic Park HS140          | LH    | Gregor Schlierenzauer                                                        | Thomas Morgenstern                                                           | Ville Larinto                                                                  |
| 31 gennaio 2009               | Sapporo                | Giappone  | Ōkurayama HS134             | LH    | Gregor Schlierenzauer                                                        | Thomas Morgenstern                                                           | Wolfgang Loitzl                                                                |
| 1º febbraio 2009              | Sapporo                | Giappone  | Ōkurayama HS134             | LH    | annullata                                                                    | annullata                                                                    | annullata                                                                      |
| Torneo a squadre              |                        |           |                             |       |                                                                              |                                                                              |                                                                                |
| 7 febbraio 2009               | Willingen              | Germania  | Mühlenkopf HS145            | TL    | Austria Thomas Morgenstern Markus Eggenhofer Andreas Kofler Wolfgang Loitzl  | Norvegia Roar Ljøkelsøy Tom Hilde Anders Bardal Anders Jacobsen              | Finlandia Ville Larinto Kalle Keituri Matti Hautamäki Harri Olli               |
| 8 febbraio 2009               | Willingen              | Germania  | Mühlenkopf HS145            | LH    | Gregor Schlierenzauer                                                        | Simon Ammann                                                                 | Noriaki Kasai                                                                  |
| 11 febbraio 2009              | Klingenthal            | Germania  | Vogtland Arena HS140        | LH    | Gregor Schlierenzauer                                                        | Anders Jacobsen                                                              | Wolfgang Loitzl                                                                |
| 14 febbraio 2009              | Oberstdorf             | Germania  | Heini Klopfer HS213         | FH    | Harri Olli                                                                   | Anders Jacobsen                                                              | Johan Remen Evensen                                                            |
| 15 febbraio 2009              | Oberstdorf             | Germania  | Heini Klopfer HS213         | TL    | Finlandia Kalle Keituri Juha-Matti Ruuskanen Matti Hautamäki Harri Olli      | Russia Denis Kornilov Pavel Karelin Il'ja Rosljakov Dmitrij Vasil'ev         | Austria Wolfgang Loitzl Markus Eggenhofer Andreas Kofler Martin Koch           |
| 7 marzo 2009                  | Lahti                  | Finlandia | Salpausselkä HS130          | TL    | Austria Wolfgang Loitzl Martin Koch Thomas Morgenstern Gregor Schlierenzauer | Finlandia Ville Larinto Kalle Keituri Harri Olli Matti Hautamäki             | Norvegia Anders Bardal Tom Hilde Johan Remen Evensen Anders Jacobsen           |
| Nordic Tournament             |                        |           |                             |       |                                                                              |                                                                              |                                                                                |
| 8 marzo 2009                  | Lahti                  | Finlandia | Salpausselkä HS97           | NH    | Gregor Schlierenzauer                                                        | Simon Ammann                                                                 | Dmitrij Vasil'ev                                                               |
| 10 marzo 2009                 | Kuopio                 | Finlandia | Puijo HS127                 | LH    | Takanobu Okabe                                                               | Simon Ammann                                                                 | Adam Małysz                                                                    |
| 13 marzo 2009                 | Lillehammer            | Norvegia  | Lysgårdsbakken HS138        | LH    | Harri Olli                                                                   | Dmitrij Vasil'ev                                                             | Gregor Schlierenzauer                                                          |
| 14 marzo 2009                 | Vikersund              | Norvegia  | Vikersundbakken HS207       | TL    | Austria Martin Koch Wolfgang Loitzl Thomas Morgenstern Gregor Schlierenzauer | Finlandia Matti Hautamäki Kalle Keituri Ville Larinto Harri Olli             | Norvegia Johan Remen Evensen Bjørn Einar Romøren Anders Bardal Anders Jacobsen |
| 15 marzo 2009                 | Vikersund              | Norvegia  | Vikersundbakken HS207       | FH    | Gregor Schlierenzauer                                                        | Simon Ammann                                                                 | Dmitrij Vasil'ev                                                               |
| 20 marzo 2009                 | Planica                | Slovenia  | Letalnica HS215             | FH    | Gregor Schlierenzauer                                                        | Adam Małysz                                                                  | Dmitrij Vasil'ev                                                               |
| 21 marzo 2009                 | Planica                | Slovenia  | Letalnica HS215             | TL    | Norvegia Tom Hilde Johan Remen Evensen Anders Jacobsen Anders Bardal         | Polonia Kamil Stoch Łukasz Rutkowski Stefan Hula Adam Małysz                 | Russia Denis Kornilov Pavel Karelin Il'ja Rosljakov Dmitrij Vasil'ev           |
| 22 marzo 2009                 | Planica                | Slovenia  | Letalnica HS215             | FH    | Harri Olli                                                                   | Adam Małysz                                                                  | Simon Ammann Robert Kranjec                                                    |

Legenda:

NH = trampolino normale

LH = trampolino lungo

FH = volo con gli sci

TL = gara a squadre

## Classifiche

### Generale

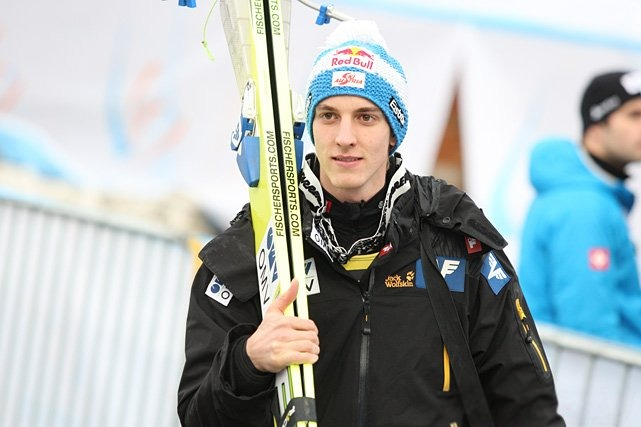
Gregor Schlierenzauer

| Pos. | Nome                  | Nazione   | Punti |
| ---- | --------------------- | --------- | ----- |
| 1    | Gregor Schlierenzauer | Austria   | 2083  |
| 2    | Simon Ammann          | Svizzera  | 1776  |
| 3    | Wolfgang Loitzl       | Austria   | 1396  |
| 4    | Harri Olli            | Finlandia | 974   |
| 5    | Dmitrij Vasil'ev      | Russia    | 845   |
| 6    | Martin Schmitt        | Germania  | 829   |
| 7    | Thomas Morgenstern    | Austria   | 795   |
| 8    | Anders Jacobsen       | Norvegia  | 661   |
| 9    | Martin Koch           | Austria   | 601   |
| 10   | Anders Bardal         | Norvegia  | 598   |

### Torneo dei quattro trampolini

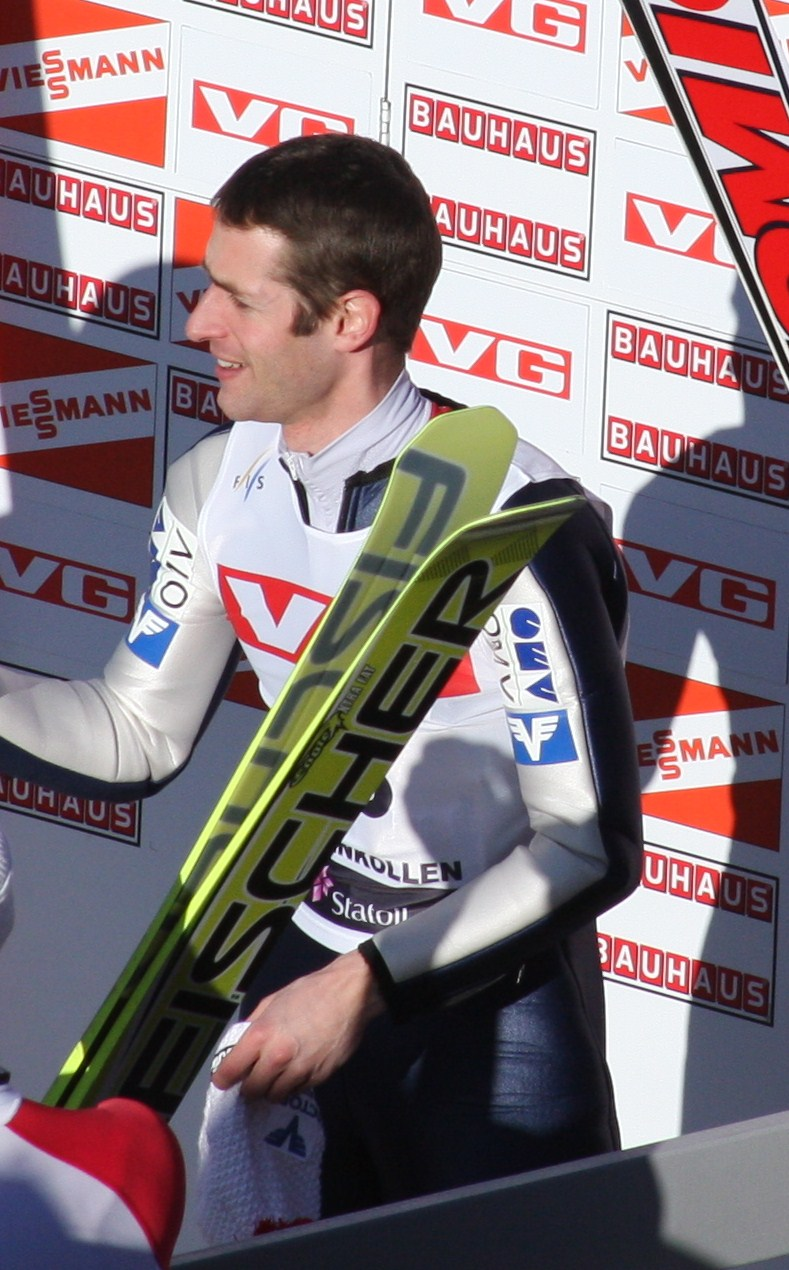
Wolfgang Loitzl

| Pos. | Nome                  | Nazione  | Punti |
| ---- | --------------------- | -------- | ----- |
| 1    | Wolfgang Loitzl       | Austria  | 1124  |
| 2    | Simon Ammann          | Svizzera | 1091  |
| 3    | Gregor Schlierenzauer | Austria  | 1077  |
| 4    | Martin Schmitt        | Germania | 1055  |
| 5    | Dmitrij Vasil'ev      | Russia   | 1048  |

### Volo
| Pos. | Nome                  | Nazione   | Punti |
| ---- | --------------------- | --------- | ----- |
| 1    | Gregor Schlierenzauer | Austria   | 477   |
| 2    | Harri Olli            | Finlandia | 372   |
| 3    | Simon Ammann          | Svizzera  | 370   |
| 4    | Martin Koch           | Austria   | 221   |
| 5    | Anders Jacobsen       | Norvegia  | 220   |

### Nordic Tournament
| Pos. | Nome                  | Nazione   | Punti |
| ---- | --------------------- | --------- | ----- |
| 1    | Gregor Schlierenzauer | Austria   | 1115  |
| 2    | Harri Olli            | Finlandia | 1114  |
| 3    | Simon Ammann          | Svizzera  | 1096  |
| 4    | Dmitrij Vasil'ev      | Russia    | 1087  |
| 5    | Adam Małysz           | Polonia   | 1067  |

### Torneo a squadre
| Pos. | Nazione   | Punti  |
| ---- | --------- | ------ |
| 1    | Norvegia  | 4083,8 |
| 2    | Austria   | 4032,2 |
| 3    | Finlandia | 3960,4 |
| 4    | Germania  | 3447,7 |
| 5    | Russia    | 3511,3 |

### Nazioni
| Pos. | Nazione   | Punti |
| ---- | --------- | ----- |
| 1    | Austria   | 7331  |
| 2    | Finlandia | 4270  |
| 3    | Norvegia  | 4175  |
| 4    | Germania  | 3134  |
| 5    | Svizzera  | 2337  |
| 6    | Russia    | 2295  |
| 7    | Giappone  | 2094  |
| 8    | Polonia   | 1574  |
| 9    | Slovenia  | 1319  |
| 10   | Rep. Ceca | 1048  |